# Англія
А́нглія (англ. England) — установча країна в Західній Європі, що входить до Сполученого королівства Великої Британії та Північної Ірландії. Найбільша за площею і населенням з чотирьох країн Сполученого королівства та трьох частин Великої Британії, знаходиться в Північній Атлантиці і включає понад 100 менших островів, таких як Сіллі та Вайт. Має сухопутні кордони з Уельсом на заході та Шотландією на півночі, тоді як Ірландія розташована через Ірландське море на заході та північному заході, а Кельтське море — на південному заході. Від континентальної Європи Англія відділена Північним морем на сході та Ла-Маншем на півдні.
Територія, яка зараз називається Англією, вперше заселена сучасними людьми в епоху пізнього палеоліту, але отримала свою назву від англів, германського племені, яке осіло тут в 5-6 століттях. Англія стала єдиним державним утворенням у 10-му столітті і досягла значного культурного і правового впливу на весь світ з епохи Великих географічних відкриттів, яка почалася в 15-му столітті. Англійське королівство, до складу якого входив Уельс після 1535 року, перестало бути окремою суверенною державою 1 травня 1707 року, коли Акт про унію набрав чинності; це призвело до політичного союзу з королівством Шотландія й утворення королівства Великої Британії.
Англія — джерело багатьох відомих у всьому світі компонентів суспільства, включаючи мову, правову систему (яка послужила основою для систем загального права багатьох інших країн), футбол (найпопулярніший вид спорту у світі) та церкву; її парламентська система правління широко прийнята іншими націями. Промислова революція почалася в 18 столітті, перетворивши англійське суспільство на першу в світі індустріальну націю. Англія також є домом для двох найстаріших університетів в англомовному світі: Оксфордського, заснованого в 1096 році, та Кембриджського, заснованого в 1209 році. Обидва університети часто вважаються одними з найпрестижніших у світі.
Рельєф Англії переважно складається з невисоких пагорбів і рівнин, особливо у центрі і на півдні. Височинна та гірська місцевість здебільшого розташована на півночі та заході, включаючи Дартмур, Озерний край, Пенніни та Шропширські пагорби. Столиця Англії, Лондон, також є столицею Великої Британії; це мегаполіс з населенням 14,8 млн осіб (2023), що представляє найбільшу агломерацію Сполученого Королівства.
Експорт: сільськогосподарська продукція (злакові, цукровий буряк, картопля, ріпак), м'ясо і м'ясні продукти, електронне (програми) і телекомунікаційне устаткування (основні центри Беркшир і Кембридж), наукове устаткування, текстиль і модні товари, нафта і природний газ з Північного моря, продукти нафтохімії, лікарські препарати, добрива, пиво, каолін, кераміка, порцеляна і скло, кіно- і телепрограми, звукозаписи. Важливу роль в економіці Англії грає туризм. В Англії знаходяться великі світові банківські та страхові компанії.

## Географія

### Ландшафт та річки
Географічно Англія включає центр та дві третини півдня острова Велика Британія, плюс такі офшорні острови, як Вайт і Сіллі. Межує з двома іншими країнами Сполученого Королівства: на півночі Шотландією і на заході Уельсом. Англія ближче до континентальної Європи, ніж будь-яка інша частина острівної Британії. Вона відокремлений від Франції (О-де-Франс) морським розривом на 34 км,хоча дві держави з'єднані Євротунелем біля Фолкстона. Англія також має вихід до Ірландського моря, Північного моря та Атлантичного океану.

Масив Скіддо, вид із Волла-Крег в Озерному краї

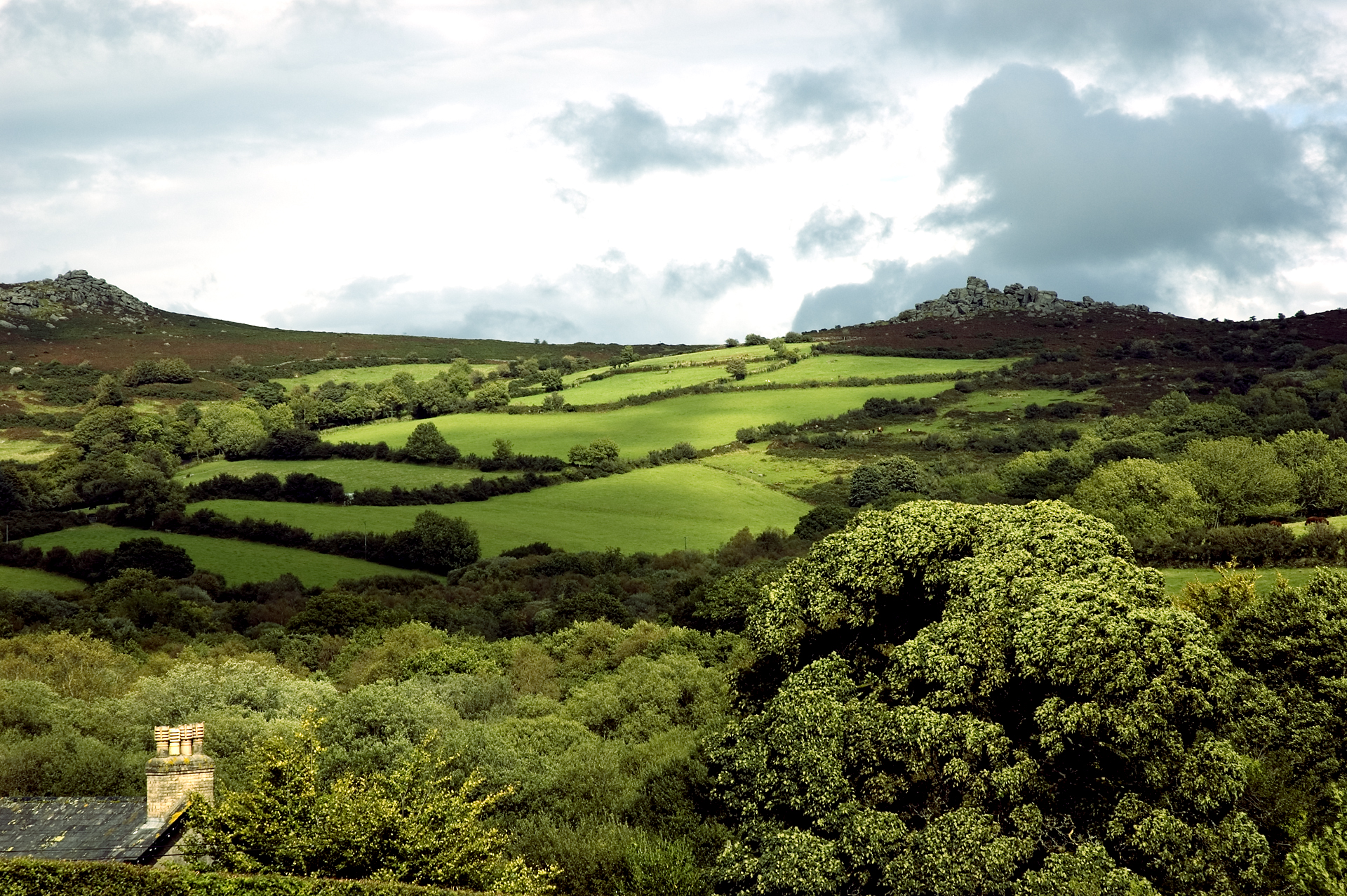
Місцевість Дартмур у Девонширі

Портові міста Лондон, Ліверпуль і Ньюкасл-апон-Тайн лежать на приливних річках Темза, Мерсі й Тайн відповідно. У 350 км розташована річка Северн, що є найдовшою річкою, котра протікає через Англію. Вона впадає в Бристольську затоку і відрізняється своїми Севернськими борами (хвилі бор), які можуть досягати 2 метрів у висоту. Проте найдовшою річкою, що повністю розташована в Англії є Темза, довжина якої складає 346 км. Також в Англії є багато озер; найбільшим є Віндермір, що розташоване в межах вдало названого Озерного краю.
Більша частина ландшафту Англії складається з низьких пагорбів і рівнин, з гірської й гірської місцевості на півночі та заході країни. Північні узгір'я включають Пеннінські гори, ланцюг височин, що розділяють Схід і Захід, гори Озерного краю в Камбрії та Чевіот-Гіллз, що межують з Англією та Шотландією. Найвища точка в Англії, Скофелл-Пайк, має висоту 978 метрів і знаходиться в Озерному краї. Шропшир-Гіллз знаходяться поблизу Уельсу, а Дартмур та Ексмур — два високогірних райони на південному заході країни. Орієнтовна лінія поділу між типами місцевості часто вказується лінією Tees-Exe.
У геологічному плані, Пенніни, відомі як «хребет Англії», є найдавнішим гірським поясом у країні, що з'явилися в кінці Палеозойської ери близько 300 мільйонів років тому. Їх геологічна композиція включає, серед іншого, пісковик і вапняк, а також вугілля. Існують карстові ландшафти в кальцитових областях, такі як частини Йоркширу і Дербіширу. Ландшафт Пеннінів — високий болотистий масив на високогірних ділянках, порізаний родючими долинами річок регіону. Там знаходяться два національні парки, Йоркшир-Дейлз і Пік-Дистрикт. У Західній частині країни, Дартмур і Ексмур на південно-західному півострові включають верхові болота, підтримувані гранітом, і мають м'який клімат; обидва є національними парками.
Англійські низовини знаходяться в центральних і південних районах країни, що складаються з зелених пагорбів, включаючи Котсвольд-Гіллз, Чилтерн-Гіллс, Північний і Південний Даунс; у місці, де вони зустрічаються з морем, вони утворюють білі скелі, такі як Білі скелі Дувру. Вони також включають відносно плоскі рівнини, такі як рівнина Солсбері, Сомерсет-Левелс, Південна Берегова Рівнина і Фенські болота.

### Клімат
Англія має помірний морський клімат: температура повітря м'яка і зазвичай не набагато нижча 0 °C взимку і не набагато вища 32 °C влітку. Погода досить волога і мінлива. Найхолодніші місяці — січень і лютий, останній особливо на англійському узбережжі, тоді як липень, як правило, найтепліший місяць. Місяці з помірною до теплої погоди — травень, червень, вересень і жовтень. Кількість опадів розподіляється досить рівномірно протягом року.
Важливим впливом на клімат Англії є її близькість до Атлантичного океану, її північні широти й тепле море завдяки теплій течії Гольфстрим. Найбільша кількість опадів випадає на заході, а в Озерному краї випадає більше дощу, ніж будь-де в країні. З часу, коли почалися дослідження погоди, найвища температура в країні становила 38,5 °C зафіксована 10 серпня 2003 року в Брогдейлі в Кенті, а найнижча — 26,2 °C зафіксована 10 січня 1982 року в Едгмонді, Шропшир.

### Головні агломерації
Міська агломерація Великого Лондону є найбільшою міською територією в Англії та одним з найжвавіших міст у світі. Воно вважається світовим містом і має населення більше, ніж інші країни Сполученого Королівства, крім самої Англії. Інші міські агломерації значного розміру і впливу, як правило, знаходяться на півночі Англії або в англійському Мідлендсі. В Англії існує 50 населених пунктів, які мають статус міста, тоді як у всій Великій Британії — 66.
Хоча багато міст в Англії досить великі, такі як Бірмінгем, Шеффілд, Манчестер, Ліверпуль, Лідс, Ньюкасл-апон-Тайн, Бредфорд, Ноттінгем, чисельність населення не є обов'язковою умовою для статусу міста. Традиційно статус отримували міста з єпархіальними соборами, тому існують невеликі міста, такі як Веллс, Ілі, Ріпон, Труро і Чичестер.

## Історія
Історія Англії, на відміну від історії Британії, розпочинається з часів приходу на острів германських племен і утворення перших англійських королівств. У 1066 році Англія була завойована норманами, які стали на острові панівним класом. Поступово норманська знать змішалася з основним населенням англо-саксонського походження, утворилася спільна англійська мова. Англійські королі ще довго залишалися, завдяки норманським кореням, претендентами на французький трон і вели за нього довгу війну в XIV—XV століттях. Водночас Англія вела завойовницькі війни в Уельсі, Ірландії та Шотландії. У XVI столітті Англія стала могутньою морською державою й почала утворювати заморські колонії, стаючи центром майбутньої Британської імперії.
Середина і друга половина XVII століття Англія стала часом Англійської революції, яка завершилася Славетною революцією 1688 р., заклавши основи сучасної конституційної монархії та парламентської системи. 1707 року відбулося об'єднання Англії та Шотландії з утворенням Королівства Велика Британія.
У XVIII столітті в Англії відбувся потужний економічний ріст, який супроводжувався значним ростом населення, навіть попри чималу еміграцію в колонії, від цього дістала назву «Країна, в якій не заходить сонце». Англія, до того окраїна Європи, стала найбільшим європейським економічним центром. Наприкінці століття в Англії, першій серед країн світу, розпочалася промислова революція.

## Населення
- Густота — 424,3 особи/км² (30 місце)
- Народжуваність — 11,8 ‰
- Смертність — 10,4 ‰
- Природний приріст — 1,4 ‰
- Тривалість життя:
  - чоловіки 75 років
  - жінки 80.5 років
- Міське населення — 89,5 %

Мова — англійська (понад 100 діалектів);
Релігія: 50 % протестанти, 10 % католики, 40 % інші.

## Адміністративний поділ (регіони)
Англія поділена на дев'ять регіонів.